# كيري براون (لاعب كرة قدم أمريكية)
كيري براون (بالإنجليزية: Kerry Brown)‏ هو لاعب كرة قدم أمريكية أمريكي، ولد في 19 يونيو 1985.